# Хасанов, Юсуфали Хасанович
Хасанов Юсуфали Хасанович (тадж. Юсуфали Ҳасанович Ҳасанов; 20 мая 1960, с. Пангаз, Аштский район, Ленинабадская область, Таджикская ССР) — таджикский математик, доктор физико-математических наук (2014), профессор (2015), Отличник образования Республики Таджикистан (2005), Почетный работник в сфере образования Российской Федерации (2021). Преподает в Российско-Таджикском (Славянском) университете и в Таджикском государственном педагогическом университете.

## Биография
Окончил Таджикский государственный университет им. В. И. Ленина, в г. Душанбе в 1983 году.
- 1983—1987 гг. — Ассистент кафедры вычислительной математики Душанбинский государственный педагогический институт им. Т. Г. Шевченко;
- 1987—1989 гг. — Служба в рядах Советской Армии в Афганистане;
- 1989—1991 гг. — Преподаватель кафедры вычислительной математики ДГПИ;
- 1992—1994 гг. — Аспирант Днепропетровского государственного университета;
- 1994—1995 гг. — Старший преподаватель кафедры вычислительной математики ТГПУ им. К. Джураева;
- 1995—1996 гг. — Заведующий кафедрой информатики и математики Технологического университета Таджикистана;
- 1996—2000 гг. — Заведующий кафедрой математики и ЕНД РТСУ;
- 2000—2009 гг. — Заведующий кафедрой информатики и информационных систем РТСУ;
- 2009—2015 гг. — Доцент кафедры информатики и информационных систем РТСУ;
- 2015—по н.в. — Профессор кафедры информатики и информационных технологий РТСУ.

## Научная и творческая деятельность
Автор 220 научных, научно-популярных и методических работ по проблемам исследования свойств почти-периодических функций заданными характеристиками (модуль гладкости и модуль усреднений) в различных пространствах и разработки автоматизированной информационно-справочной системы АСУ ВУЗ.

### Научные положения, сформулированные на основании проведенных исследований
Основные темы научной работы:
Сходимость и суммируемость рядов Фурье почти-периодических функций, аппроксимации почти-периодических функций.
Основные публикации:
- “Об абсолютной суммируемости рядов Фурье почти-периодических функций”, Analysis Mathematica, 39 (2013), 259–270
- “Об абсолютной сходимости рядов Фурье почти-периодических функций”, Труды Математического центра имени Н.И. Лобачевского (Казань), 46 (2013), 451–456
- “Об отклонении гармонических почти-периодических функций от их значений на границе”, ДАН РТ, (2012), 611–616
- “О приближении почти-периодических функций двух переменных”, Известия вузов. Математика, 2010, № 12, 82–86
- “Об абсолютной суммируемости рядов Фурье почти-периодических функций”, Укр. матем. журн., (2013), 1716–1722 [3]

2021 год
1. “Об условиях вложения классов почти-периодических функций Безиковича”, Владикавк. матем. журн., (2021), 88–98  mathnet
2. “О связи преобразования типа свертки и наилучшего приближения периодических функций”, Математическая физика и компьютерное моделирование,  (2021),  5–15  mathnet ( в соавторстве с Е. Ф. Касымовой)
2019 год
3.“О приближении функций двух переменных некоторыми интегралами Фурье”, Математическая физика и компьютерное моделирование, 22:1 (2019),  24–34  mathnet
2017 год
4. “О приближении почти периодических функций некоторыми суммами”, Владикавк. матем. журн., (2017),  76–85  mathnet
2016 год
5. “Об абсолютной чезаровской суммируемости рядов Фурье почти-периодических функций с предельными точками в нуле”, Уфимск. матем. журн., 8:4 (2016),  147–155  mathnet  elib; Yu. Kh. Khasanov, “On absolute Cesáro summablity of Fourier series for almost-periodic functions with limiting points at zero”, Ufa Math. J., (2016), 144–151  isi  scopus
6. “О приближении почти-периодических функций Степанова средними Марцинкевича”, Вестн. Волгогр. гос. ун-та. Сер. 1, Мат. Физ., 2016, 6(37),  61–69  mathnet ( в соавторстве с Э. Сафарзода)
2015 год
7.“Об отклонении гармонических почти-периодических функций от их значений на границе”, Владикавк. матем. журн.,  (2015),  80–85  mathnet
2014 год
8. “О связи между степенью суммируемости почти-периодических функций и коэффициентов Фурье”, Владикавк. матем. журн., (2014),  47–54  mathnet
2013 год
9. “Абсолютная сходимость рядов Фурье почти-периодических функций”, Матем. заметки, (2013),  745–756  mathnet  mathscinet  zmath  elib; Yu. Kh. Khasanov, “Absolute Convergence of Fourier Series of Almost-Periodic Functions”, Math. Notes, (2013), 692–702  isi  scopus
2011 год
10.	“О приближениях почти-периодических функций целыми функциями”, Изв. вузов. Матем., 2011, 12,  64–70  mathnet  mathscinet; M. F. Timan, Yu. Kh. Khasanov, “Approximations of almost periodic functions by entire ones”, Russian Math. (Iz. VUZ), (2011), 52–57  scopus ( в соавторстве с М. Ф. Тиман).
2010 год
11.“О приближении почти-периодических функций двух переменных”, Изв. вузов. Матем., 2010, 12,  82–86  mathnet  mathscinet; Yu. Kh. Khasanov, “Approximation of almost periodic functions of two variables”, Russian Math. (Iz. VUZ), (2010), 72–75  scopus 
Участник международных конференций:
- «Конструктивная теория функций» (Санкт-Петербург, 1992, 2012);
- «Ряд Фурье: теория и приложение» (Киев, 1992, 1994);
- «Ряд Фурье и их приложение» (Казань, 2010, 1012, 2014, 1015, 2016, 2019);
- «The Theory of Functions» (Тель-Авив, 1994);
- Уфимская осенняя математическая школа (Уфа, 2017, 2020, 2021, 2022);
- Воронежская Зимняя/летняя математическая школа (1992, 1994, 2011—2023);
- Саратовская зимняя школы «Современные проблемы теории функций и их приложения» (2013, 2017, 2022);
- «Differential equations with singular coefficients» (Душанбе 1996);
- «Тенденции информатизации образования» (Душанбе, 1998);
- 3- Международная конференция по математическому моделированию (Якутск, 2001);
- 4- Международная конференция по математическому моделированию (Якутск, 2004).

Участник международных научных конференций:
- «Некоторые вопросы механики и прикладной математики» (Душанбе, 2004);
- «Качественные исследования дифференциальных уравнений и их приложения» (Душанбе, 2005);
- «Математическое моделирование и информационные технологии в социально-экономических системах» (Душанбе, 2005);
- «Дифференциальные и интегральные уравнения и смежные вопросы анализа» (Душанбе, 2005);
- Междунар семинара-курса «Коммуникационная технология» (АРЕ, Каир, 2005);
- IX-го Украинского математического конгресса (Украина,2009);
- VI-го Междунар. симпозиума «Ряды Фурье и их приложения» (Новороссийск,2010, 2012, 2014, 2016, 2018, 2020, 2022);
- Международная научная конференция «Современный анализ» (Донецк, Украина, 2011).

## Премия и награды
- Орден «Красная Звезда» (1988);
- Медаль «За боевые заслуги» (1988);
- Медаль «Ветеран боевых действий» (2008);
- Почётная Грамота Президиума Верховного Совета СССР (1989);
- Отличник образования Республики Таджикистан (2005);
- Почетный работник в сфере образования Российской Федерации (2021)

## Основные публикации
- Об абсолютной сходимости рядов Фурье почти-периодических функций[4]// Ряды Фурье: теория и приложения. — Киев, 1992;
- О приближении функций двух переменных некоторыми интегралами Фурье // Доклады АН РТ. — 1993. -Т.36. -№ 3;
- О приближении почти периодических функций двух переменных суммами типа Марцинкевича-Зигмунда // Математические заметки ЯГУ. — Якутск, 2001. -Т.9. — Вып. 2;
- Практикум по информатике. — Душанбе, 2004;
- Практикум по математике для абитуриентов. — Душанбе, 2005;
- Практикум по изучению СУБД MS Access. — Душанбе, 2006;
- Об абсолютной сходимости кратких рядов Фурье почти- периодических функций[5]// Известия вузов. Северокавказский регион. Естественные науки. Спецвыпуск. — 2011.